# Dopamin-beta-hydroxylas

Dopamin (bilden) ombildas till noradrenalin, genom att dopamin-beta-hydroxylas förser molekylen med en hydroxigrupp.

Dopamin-beta-hydroxylas (DBH) är ett enzym som omvandlar dopamin till noradrenalin. Det är en oxygenas som innehåller koppar och som använder askorbat som kofaktor. DBH förekommer i noradrenerga nervbanor i centrala och perifera nervsystemen samt i kromaffinceller i binjuremärgen. 
Plasmavärdet av DBH är tämligen konstant, och är oberoende av kön, ålder, och yttre påfrestningar. Dopamin-beta-hydroxylasbrist förekommer bl.a. som medfödd sjukdom. Ökade plasmamängder DBH förekommer vid psykotisk posttraumatisk stress och manisk psykos, och minskade mängder vid depressionspsykoser.